# Kessler Sekt

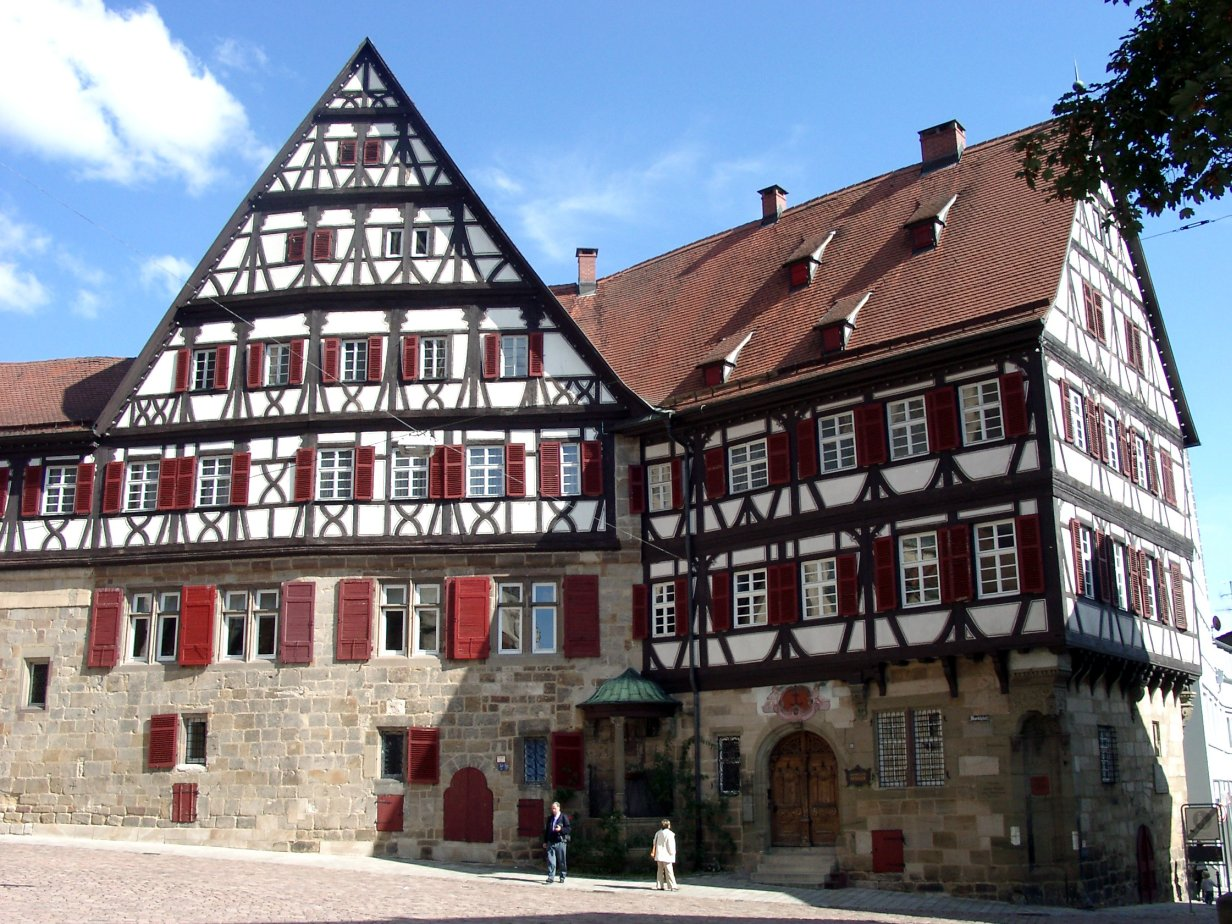
Der Speyrer Pfleghof am Georg-Christian-von-Kessler-Platz

Die Kessler Sekt GmbH & Co. KG ist eine 1826 gegründete Sektkellerei und damit der älteste Sekthersteller in Deutschland. Die Jahresproduktion beträgt rund 2 Millionen Flaschen (0,75 l.).

## Profil
Das Unternehmen mit 40 Mitarbeitern (Stand: 2020) hat seinen Sitz im historischen Speyrer Pfleghof in Esslingen am Neckar. Produziert wird der Sekt vorrangig in Flaschengärung, ein Teil wird von Hand gerüttelt, dem in der Champagne entwickelten klassischen Herstellungsverfahren (méthode traditionnelle). Die Weine aus besten Lagen reifen in den mittelalterlichen Gewölbekellern unter dem Kessler-Haus am Esslinger Marktplatz.
Nach der Insolvenz 2004/2005 wird das Unternehmen vom Esslinger Betriebswirt Christopher Baur geführt. Ziel ist, die Tradition des Hauses mit modernen Unternehmensprinzipien zu verbinden.
Im Jahr 2013 gab Kessler bekannt, dass das Unternehmen eine „strategische Allianz“ mit der Genossenschaftskellerei Cavit aus Trient (Italien) einging, „die mit einer substanziellen Kapitalerhöhung verbunden ist“.

## Geschichte
1807 wurde Georg Christian Kessler beim Champagnerhaus Veuve Clicquot-Fourneaux & Cie. als Commis (Buchhalter) eingestellt. 1810 erhielt Kessler von Barbe-Nicole Clicquot Prokura und wurde 1815 Mitglied der Geschäftsführung. Nach dem Wiener Kongress (1815) baute Kessler das Auslandsgeschäft für Veuve Clicquot auf. Große Erfolge erzielte er dabei vor allem in Russland. 1821 wurde Kessler Teilhaber von Madame Clicquot mit der Option, das Unternehmen 1824 vollständig zu übernehmen.
Am 1. Juli 1826 erfolgte die Gründung der Firma G. C. Kessler & Compagnie mit Sitz und Kellerei im Kaisheimer Pfleghof. Hier wurden aus Esslinger Frühburgunderwein die ersten 4000 Flaschen deutschen Schaumweins erzeugt, die, so schrieb die Zeitung Rheinische Provinzialblätter, „sofort in den Handel kamen“. Die Zeitschrift Oeconomische Neuigkeiten und Verhandlungen berichtete im Jahre 1827 (als älteste gedruckte Nachricht über das Unternehmen): „Herr Keßler in Esslingen hat im letzten Herbste Versuche gemacht, Most von Clevner und Elbling auf Champagner Art zu bereiten und beiderlei Weine, besonders der Clevner, haben, so weit sie sich im ersten halben Jahre beurtheilen lassen, in Beziehung auf Geschmack, Farbe und Moussiren ein sehr günstiges Resultat geliefert.“ Im selben Jahr erhielt Kessler von König Wilhelm I. von Württemberg die „Große Württembergische landwirtschaftliche Verdienstmedaille“.
1829 begann der Export nach Russland, Großbritannien und die USA. 1832 erfolgte der Kauf der ersten Gewölbekeller im Speyrer Pfleghof, dieser ist bis heute Firmensitz und Produktionsstandort der Sektmanufaktur Kessler. 1835 wurde Carl Weiss-Chenaux Teilhaber der Firma G. C. Kessler & Co. König Wilhelm I. von Württemberg verlieh Kessler 1841 den persönlichen Adelstitel. Am 16. Dezember 1842 starb Georg Christian von Kessler in Stuttgart. Nach Kesslers Tod leiteten Mitglieder der Familie Weiß das Unternehmen über 170 Jahre.
Auf der Leipziger Messe 1850 sowie auf Wein- und Speisekarten guter Restaurants erschien zum ersten Mal die Marke „Kessler Cabinet“. Sie ist damit die älteste bekannte Sektmarke Deutschlands. Auf der Pariser Weltausstellung 1867 erhielt Kessler in der Kategorie „Vins mousseux“ eine Silbermedaille. 1881 wurde Kessler königlich württembergischer Hoflieferant. Kessler gehörte 1892 zu den Gründungsmitgliedern des Verbands Deutscher Sektkellereien. Wilhelm II. von Württemberg und Königin Charlotte von Württemberg besuchten 1893 die Gewölbekeller.
1904 übernahm Kessler die Sektkellerei Rottweil von den Erben des Rottweiler Maschinenbau- und Pulverfabrikanten Max von Duttenhofer (1843–1903). Das Unternehmen erhielt als eines der ersten Unternehmen in Esslingen elektrisches Licht und einen Telefonanschluss mit der Rufnummer 13. 1929 wurde „Kessler Hochgewächs“ während der Weltfahrt des Luftschiffes „LZ 127 Graf Zeppelin“ kredenzt. Auch in dem Passagierflugzeug „Dornier Do X“ gab es Kessler-Sekt. Konrad Adenauer entschied sich 1956 nach einem Besuch für „Kessler Hochgewächs“ als Sekt der Bundesregierung für Staatsempfänge.
Im Dezember 2004 meldete die Traditionskellerei Insolvenz an. 2005 erfolgte ein Neustart des Unternehmens mit einem neuen Gesellschafterkreis als unabhängige Sektkellerei unter der Firmierung Kessler Sekt GmbH & Co. KG. 2007 präsentierte sich das Unternehmen im neuen „Kessler Karree 18“ am Esslinger Rathausplatz. Im März 2012 beschloss der Gemeinderat der Stadt Esslingen, den Platz vor dem ehemaligen Speyrer Pfleghof in Georg-Christian-von-Kessler-Platz umzubenennen.
Im Mai 2021 gab Geschäftsführer Christopher Baur bekannt, das Kessler im Juni in der Calwer Straße 58 in Stuttgart einen „Flagshipstore“ eröffnen werde. Es handele sich dabei weder um eine Bar noch um ein Lokal, es werde nur Kessler Sekt ausgeschenkt.

## Portfolio
- Kessler Klassik-Linie: Die Kernmarken von Kessler sind seit der Mitte des 19. Jahrhunderts im Markt. Kessler Cabinet (heute Kessler Brut) ist die älteste Sektmarke Deutschlands. Weiterhin gehören Kessler Rosé und Kessler Sec zu der Kessler Klassik-Linie.
- Kessler Prestige-Linie: Die etablierten Prestige-Sekte Kessler Hochgewächs (Chardonnay) und Kessler Jägergrün (Riesling) wurde 2015 um den Kessler Hochgewächs Rosé (Pinot & Chardonnay) erweitert. Die neue Linie sowie die Jahrgangssekte werden im großen Stil nach der »Méthode traditionnelle« hergestellt – das Verfahren, dass einst der Gründer aus Frankreich nach Deutschland brachte. Kessler „Hochgewächs“, ein Blanc de Blancs aus reinen Chardonnay-Weinen, wurde in den 1920er Jahren auf den Luftschiffen der Zeppelin-Reederei serviert und avancierte nach einem Kellereibesuch des Bundeskanzlers Konrad Adenauer am 3. Februar 1956 zum „Kanzler-Sekt“ für offizielle Empfänge der Bundesregierung.
- Kessler Vintage-Linie: Die Grundweine des Blanc und des Rosé stammen aus den klimatisch bevorzugten Höhenlagen des Trentino, die Grundweine des Rieslings aus dem Monrepos-Weingut des Herzogs von Württemberg. Die Jahrgangssekte werden hergestellt wie einst von Herrn von Kessler selbst: nach der von ihm in Deutschland eingeführten traditionellen Methode. Zu der Kessler-Vintage-Linie gehören Kessler Blanc Réserve Vintage, Kessler Riesling Réserve Vintage und Kessler Rosé Réserve Vintage (seit Frühjahr 2019). Das Meisterstück mit einer Hefelagerzeit von 60 Monaten ist der Kessler Grande Réserve „Georges“ Vintage, welcher seit Herbst 2019 die Vintage-Linie abrundet.

## Markenzeichen

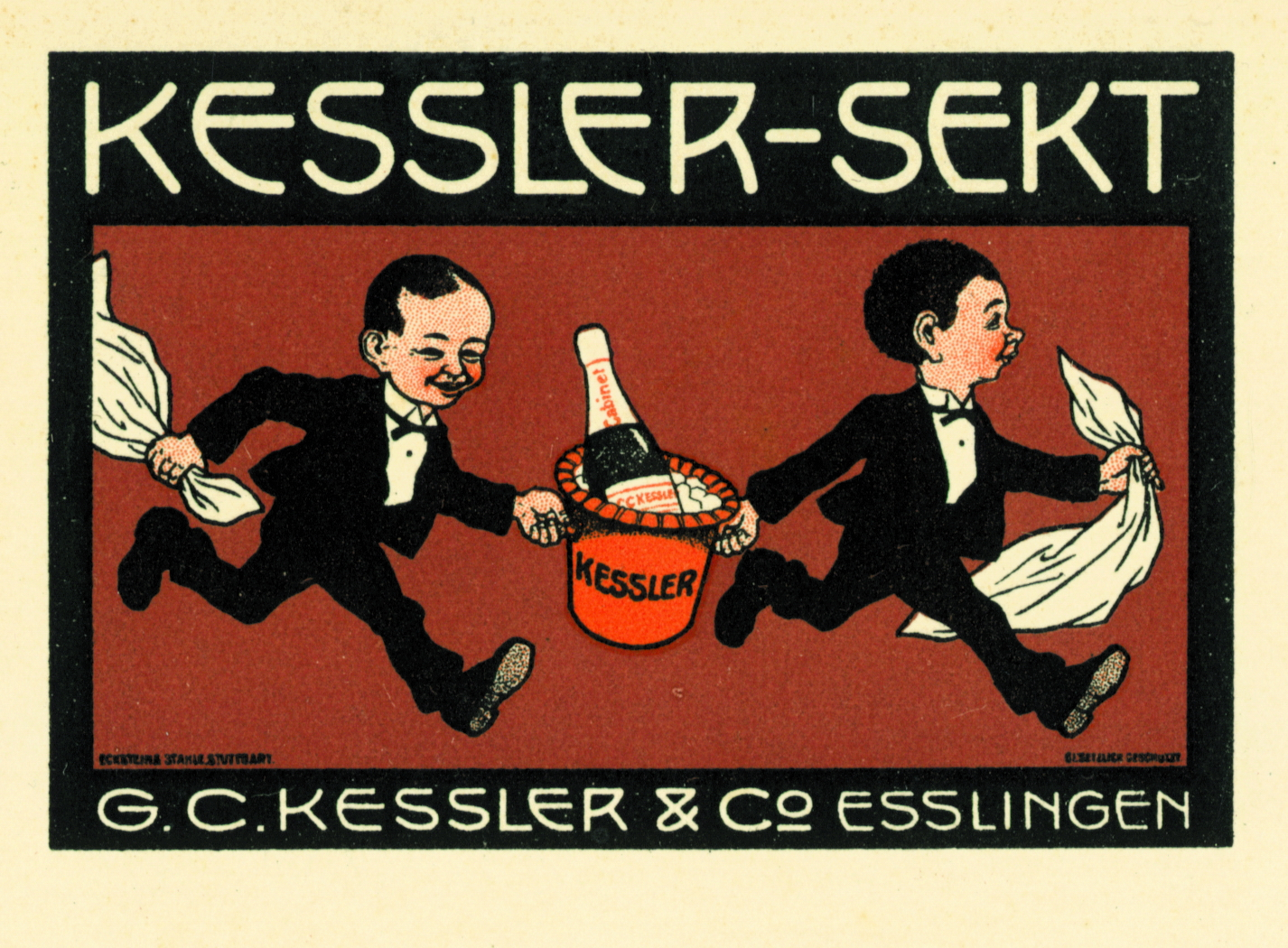
Ursprüngliche Version der Kessler-Piccolos (1904)

Das Markenzeichen von Kessler sind zwei kleine Kellner („Piccolos“), die mit einem Sektkühler herbeieilen. 1904 wurden sie von dem Simplicissimus-Grafiker Josef Benedikt Engl (1867–1907) gezeichnet. Seit den 1920er Jahren entwickelte sich das ursprüngliche Werbemotiv allmählich zum Markenzeichen von Kessler.
Dieses findet sich bis heute in einem traditionell-modernen Logo der Sektmanufaktur wieder.